# 十石峠

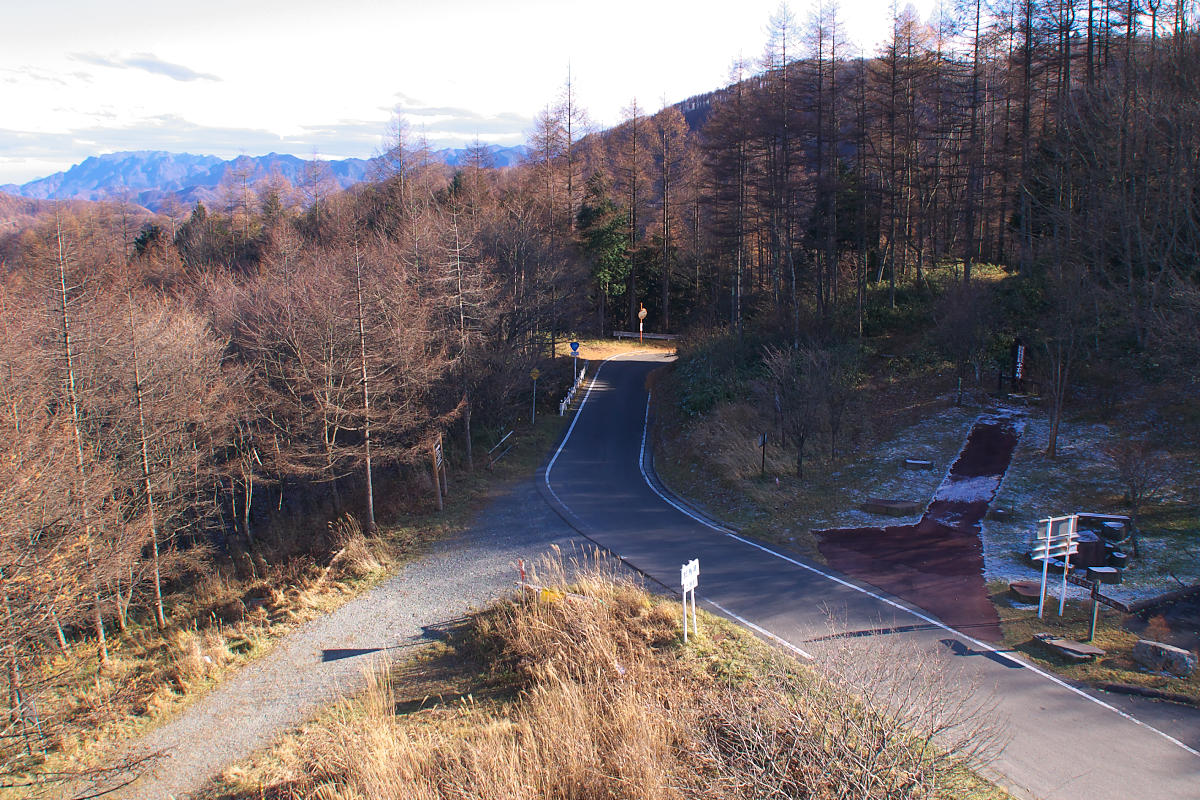
長野県側の展望台より群馬県側を望む（2005年11月）

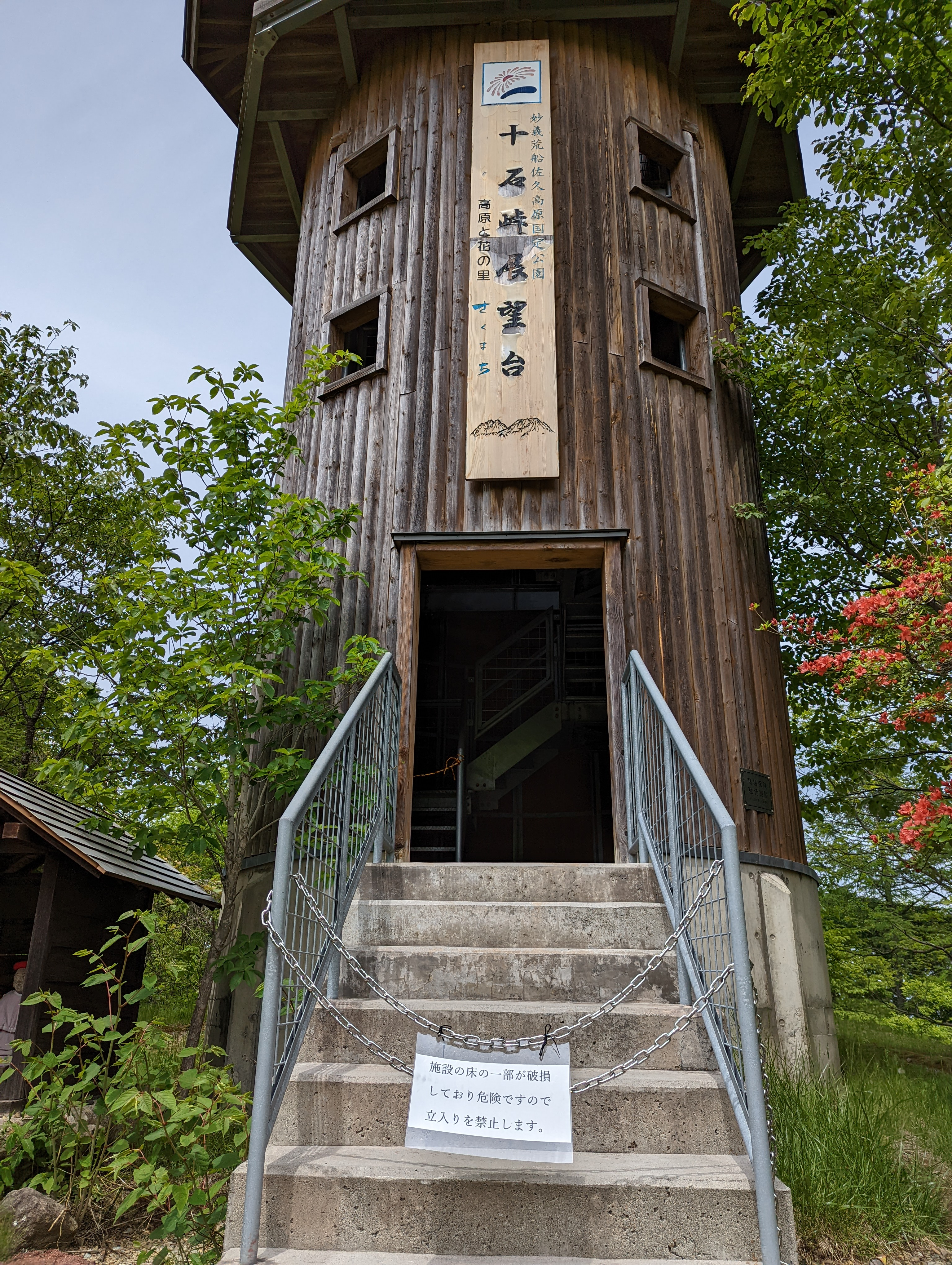
閉鎖中の十石峠展望台 (2022年6月)

十石峠（じっこくとうげ）は、長野県南佐久郡佐久穂町と群馬県多野郡上野村の間にある峠。

## 概要
かつて米のとれない上州地方西部の山間部に、信州佐久盆地から一日十石の米を運び込んでいた道であることからこの名がつけられたとされる。信州からは米、味噌、醤油などが、上州からは炭、紙などが運ばれた。往来する馬子達が歌った「十石馬子歌」が今に伝わる。秩父事件では、困民党軍の一部が秩父方面からこの峠を越えて馬流に敗走した。
現在は国道299号及び国道462号の一部で、標高は1,351mである。佐久穂町側には展望塔があり、2022年6月の時点では一部破損のため立ち入りが禁止されていたが2024年5月現在は補修が完了し入れるようになっている。展望塔からは、妙義荒船佐久高原国定公園の雄大な自然を眺望することができる。

## 交通状況
全体として狭く、路面状態も良くない。関東地方の国道としては整備状態が最悪の部類に入り、しばしば「酷道」などと揶揄される。1999年8月に台風による土砂崩れで道路が崩壊し通行止となり、その後も同様の災害が起きたため、2004年まで通年通行止めとなっていた。現在も連続降水量100mmなどで度々通行止となり、冬期は積雪により閉鎖される。冬季通行止期間は、例年12月24日から翌年4月8日までである。
このため、群馬県側では矢弓沢林道が迂回路として用いられることもある。また、冬季通行止めの期間は田口峠が迂回路になる。
群馬県側は令和元年東日本台風（台風19号）による土砂崩れにより矢弓沢林道も含め通行止になっていたが、2022年4月25日に約2年半ぶりに通行止が解除され、群馬・長野県側相互の通行が再び可能となった。
狭隘につき大型車は通行不可であり、普通車のすれ違いも困難となっている。舗装されてはいるものの、所々で砂利・砂が浮いているため、スリップなどの危険性も高い。
現在十石峠の抜本対策として、国道299号十石道路が国土交通省高崎河川国道事務所において計画されている。現道拡幅整備案や長大トンネルバイパス案や両案の折衷案を含めてPI方式で3案で比較検討されている。当該区間は直轄権限代行によって国の直轄事業で整備される模様である。